# Ewige Wacht
Ewige Wacht ist das siebte Studioalbum der deutschen Pagan-Metal-Band Varg.

## Entstehung
Auf dem Vorgängeralbum Zeichen, das im Jahr 2020 erschien und Platz 16 der deutschen Charts erreichte, kehrte die Band nach zwischenzeitlichen Ausflügen in thematisch anders gelagerte Gefilde zum Pagan Metal zurück. Diesen Kurs behielt die Band auch für ihr achtes Studioalbum Ewige Wacht bei. Veränderungen gab es hingegen bei der Besetzung – Schlagzeuger Rohgarr und Gitarrist sowie Bassist Ulvar stiegen neu ein – und der Rolle von Sängerin Fylgja, deren Anteil ausgebaut wurde. Die Produktion fand unter der Leitung von Produzent André Hofmann statt.
Mitte August 2023 veröffentlichte die Band vorab ein Musikvideo zum Stück Immer treu und kündigte mit dieser Auskopplung das neue Album an. Rund einen Monat später folgte Mitte September als zweite Single das Lied Eisenseite und am 12. Oktober, einen Tag vor der Albumveröffentlichung, das Stück Ewige Wacht. In dem Musikvideo zum Titelsong des Albums treten mit der Großmutter, der Mutter und der Tochter drei Familienmitglieder von Sänger Freki auf.

## Covergestaltung
Varg – Ewige Wacht

Link zum Bild

Das fotografierte Cover zeigt in der Bildmitte die fünf Mitglieder der Band. Sie stehen nachts auf freiem Feld in einem Viereck, das aus Feuerschalen gebildet wird. Am oberen Bildrand im dunklen Nachthimmel ist das Bandlogo platziert, der Albumtitel in kleinerer Schrift mittig unterhalb der Band.

## Titelliste
| #  | Titel            | Länge | Autoren |
| -- | ---------------- | ----- | ------- |
| 1  | Immer Treu       | 4:19  | Freki   |
| 2  | Schildmaid       | 4:08  | Freki   |
| 3  | Weltenfeind      | 4:25  | Freki   |
| 4  | Fylgja           | 5:02  | Freki   |
| 5  | Tyr              | 4:16  | Freki   |
| 6  | Járnsíðasleið    | 1:05  | Freki   |
| 7  | Eisenseite       | 5:19  | Freki   |
| 8  | Hammer           | 3:35  | Freki   |
| 9  | Morgenrot        | 4:19  | Freki   |
| 10 | Siegreiches Heer | 3:38  | Freki   |
| 11 | Ewige Wacht      | 4:57  | Freki   |

## Musikalische und inhaltliche Aspekte
Stilistisch sei das Album dem Melodic Death Metal zuzuordnen, so Jannik Kleemann von Metal.de. Ähnlich sieht das Elliot Leaver vom englischen Webzine Distorted Sound Mag. Die Kategorisierung als Pagan Metal sei eher eine inhaltliche Klammer und stilistisch sei das Album melodischer Death Metal. Die Struktur der Musik beschreibt Markus Eck (Sonic Seducer) als „kernig-kompakt“ und „aufs Wesentliche reduziert bis gebündelt komprimiert“. Dabei seien die Lieder „immer so eingängig wie möglich“. Auch betont er den gegenüber dem Vorgängeralbum stärkeren Anteil von Sängerin Fylgja als „Frekis walkürenhafter Counterpart“, der „ebenso unterhaltsam und stimmungsvoll aufzulockern“ wisse.
Inhaltlich beschäftigen sich die Lieder mit „Sagen rund um die Wikinger“, wobei sich die Themen teilweise auch auf das Hier und Jetzt beziehen könnten, wie Jannik Kleemann von Metal.de schreibt.

## Rezeption
| Professionelle Bewertungen | Professionelle Bewertungen |
| -------------------------- | -------------------------- |
| Kritiken                   |                            |
| Quelle                     | Bewertung                  |
| Powermetal.de              | [ 9 ]                      |
| Metal Hammer               | [ 10 ]                     |

In seiner Acht-Punkte-Bewertung für Powermetal.de kommt Marcel Rapp zu dem Schluss, dass die Band ein „tolles, gehaltvolles Album“ eingespielt habe, dessen Niveau „nahezu durchweg im oberen Bereich“ bleibe. Auch habe die Band selten „so stimmig und homogen“ geklungen.
Das Album erreichte Platzierungen in den offiziellen Charts in Deutschland (Rang 15) und Österreich (Rang 58), in denen es sich jeweils eine Woche hielt.